# Krzywcza (gmina)
Krzywcza[ˈkʂɨft͡ʂa] est une commune rurale de la Voïvodie des Basses-Carpates et du powiat de Przemyśl. Elle s'étend sur 94,5 km2 et comptait 4 969 habitants en 2010.
Elle se situe à environ 17 kilomètres à l'ouest de Przemyśl et à 47 kilomètres au sud-est de Rzeszów, la capitale régionale.